# اشمالنبرگ

شهر اشمالنبرگ (به آلمانی: Schmallenberg) در ایالت نوردراین-وستفالن در کشور آلمان واقع شده‌است.

## نگارخانه

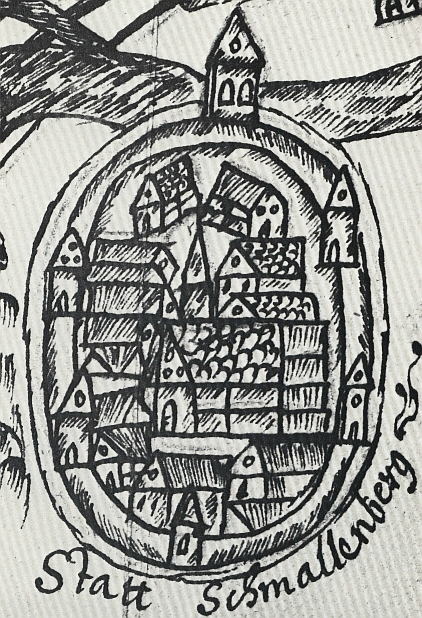
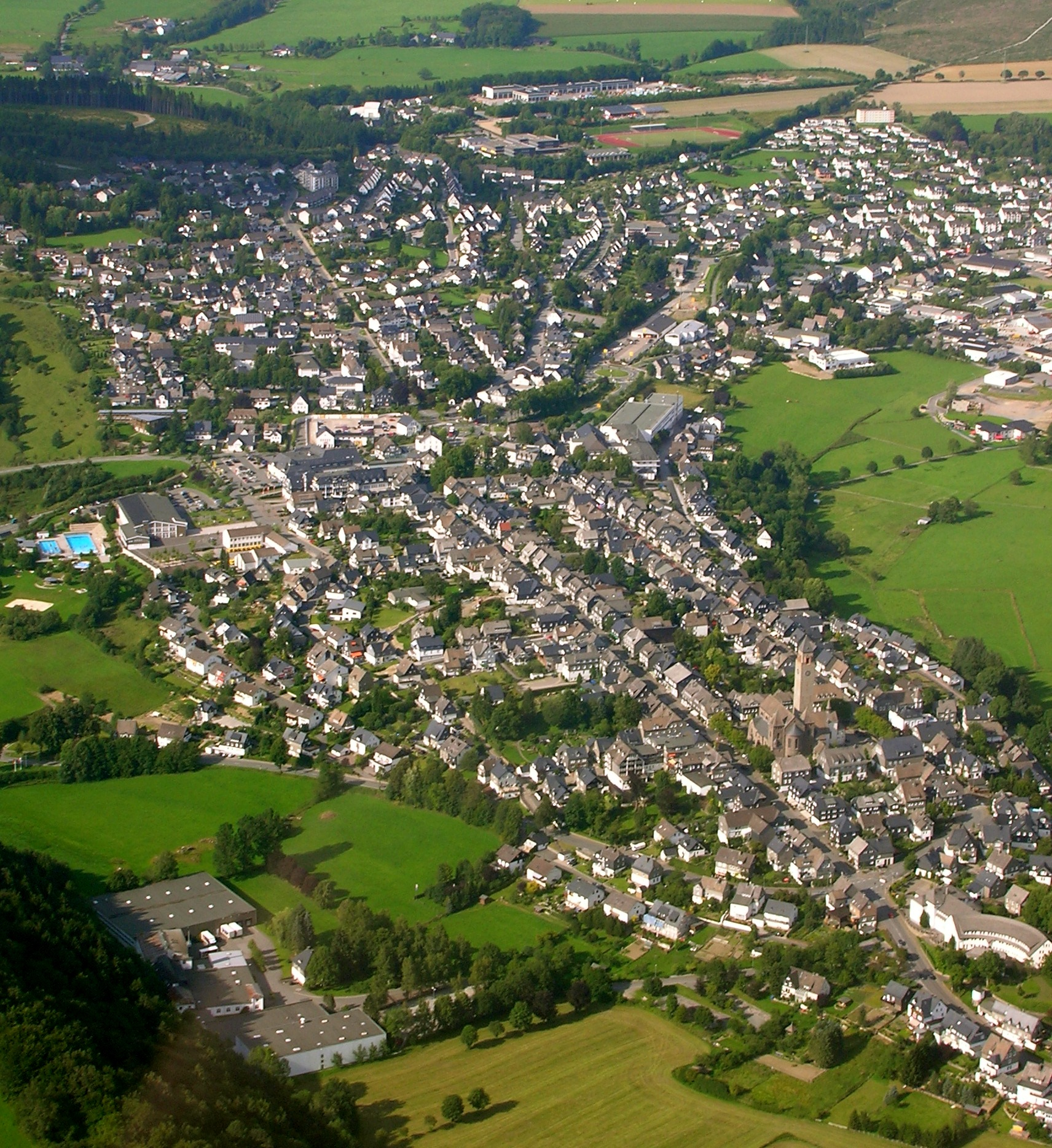
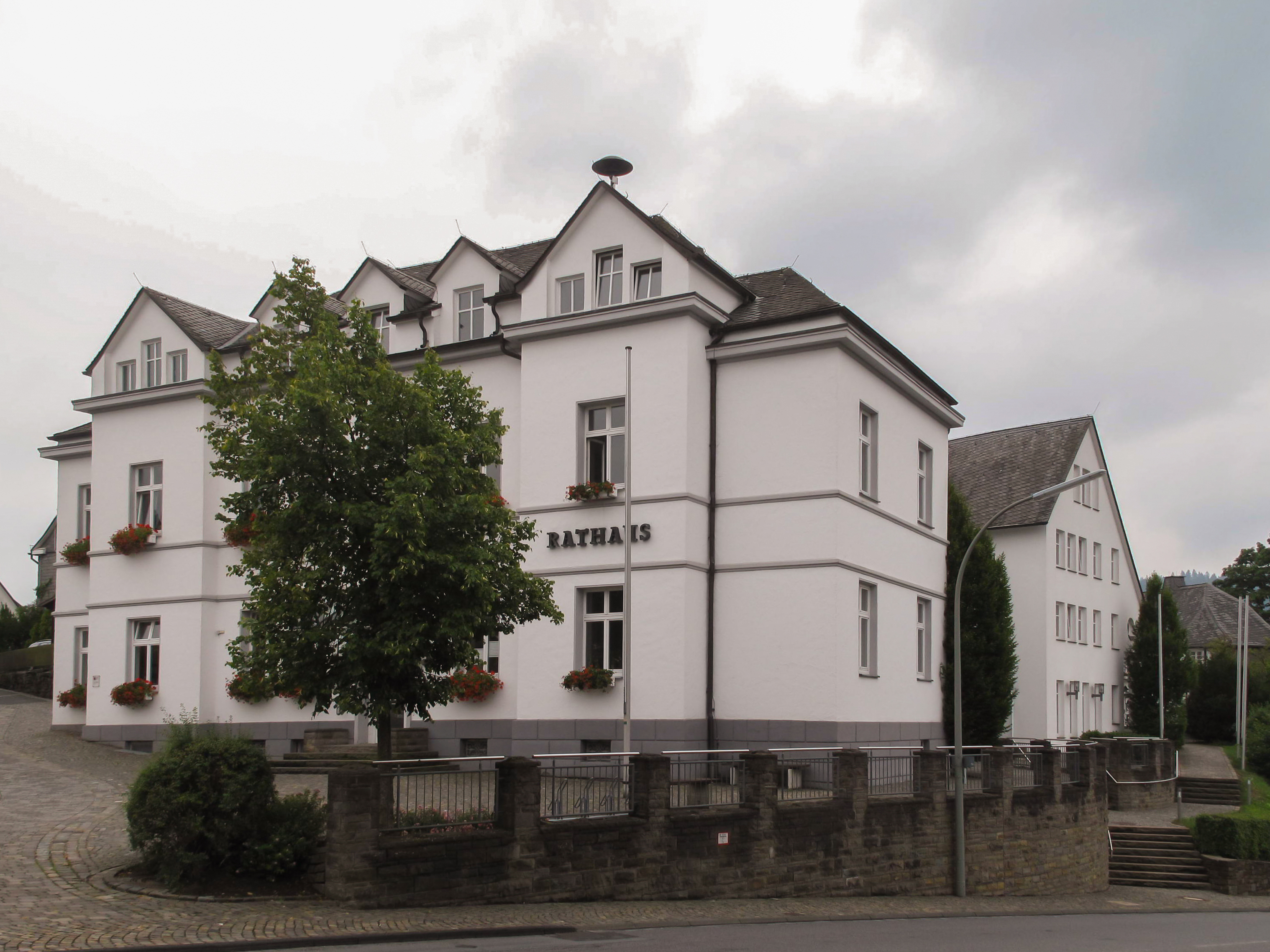
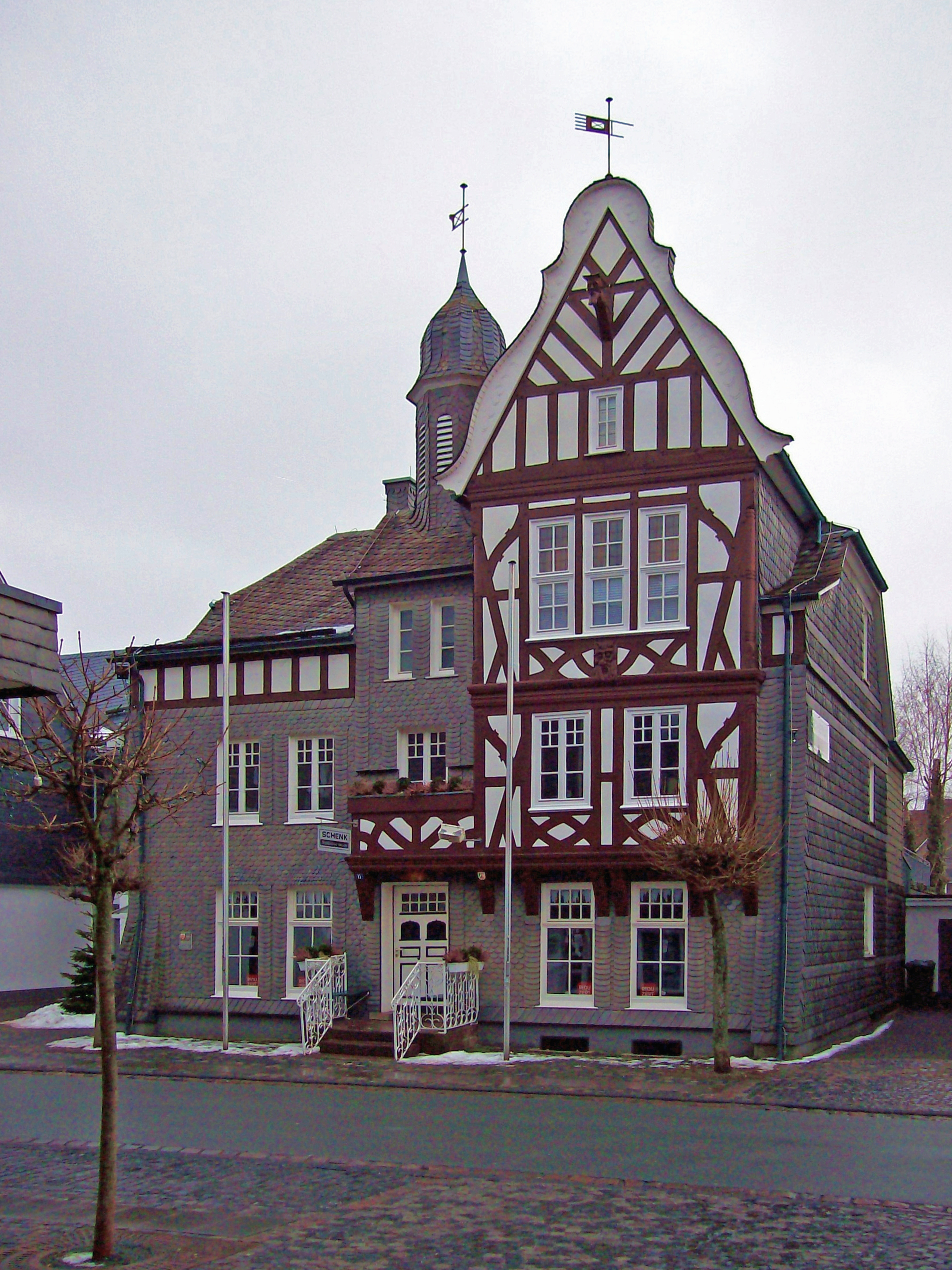